# Samson Kimobwa
Samson Kimobwa (ur. 15 września 1955, zm. 16 stycznia 2013) – kenijski lekkoatleta, długodystansowiec.
W 1977 był trzeci w biegu na 5000 metrów podczas mistrzostw Wielkiej Brytanii (AAA Championships), a także zwyciężył w mistrzostwach NCAA na 10 000 metrów.
Nigdy nie wystąpił na igrzyskach olimpijskich, ponieważ Kenia zbjoktowała te zawody w 1976 i 1980.

## Rekordy życiowe
- bieg na 5000 metrów – 13:21,56 (1977)
- Bieg na 10 000 metrów – 27:30,47 (1977) były rekord świata